# Gonatostylis
Gonatostylis é um género botânico pertencente à família das orquídeas (Orchidaceae).

## Espécies
1. Gonatostylis bougainvillei N.Hallé, in Fl. Nouv.-Caléd. 8: 546 (1977).
2. Gonatostylis vieillardii (Rchb.f.) Schltr., Bot. Jahrb. Syst. 39: 56 (1906).